# スマリシリーズ
『スマリシリーズ』は、遠藤淑子による日本の漫画のシリーズ。『MELODY』（白泉社）にて1998年から2002年まで不定期で掲載された。コミックスは同社から刊行され、「スマリたち」までが『スマリの森』（花とゆめコミックス）にまとめられた。それ以降に描かれた「スプリングレイン」は『解決 浪漫倶楽部』（ジェッツコミックス）に収録されている。2011年9月、『スマリの森』収録分は同タイトルで白泉社文庫版が刊行されたが、「スプリングレイン」はこの中に収録されなかった。

## 概要
北海道に棲むアルビノのキタキツネ・スマリとその弟達の目を通して自然の厳しさやその中で生きる動物達の姿を描く。

## シリーズタイトル一覧
コミックスにおける収録順に沿う（一部発表順と入れ替えられている）。括弧内は『メロディ』における掲載号。
- スマリの森（1998年3月号）
- シード（1998年12月号）
- ハート（2000年2月号）
- グースベリー（2000年6月号）
- ワイルドフラワー（1999年6月号）
- サマータイム（2000年8月号）
- グラスランド（2001年7月号）
- スマリたち（2001年9月号 - 11+12月号合併号）
- スプリングレイン（2002年5月号） - 番外編扱い（コミックス『解決 浪漫倶楽部』での注釈による。）

## 描写の特徴
主要な登場キャラクターであるキタキツネたちは多くのシーンでは擬人化されて描かれているが、人間が登場するシーンや遠くから俯瞰するシーンなどではキタキツネ本来の姿で描かれる。なお、擬人化といっても耳やシッポなどの動物的な特徴は残さず、毛皮の色が服の色になる程度で、一見すると人間と同じように描かれている。この手法は作者のかつての作品「雷鳥さんさようなら」でも用いられていた。一方、キタキツネ以外の動物は擬人化されていない。

## 主な登場キャラクター
キタキツネたちの名前はアイヌ語からとられている。
スマリ
森に棲むアルビノのキタキツネ。仲間と違って白い姿のため他のキタキツネからは疎まれているが、薬草などの知識が豊富で、弟たちにとっては優しく頼りになる兄。姿を隠しやすいように森に棲んでいる。
「スマリの森」では人間に発信器を取り付けられた。
名前はアイヌ語で「キツネ」のこと。
アトイ
スマリの三つ子の弟のうちの一頭。「シード」では誤って散弾銃の弾を飲み込んでしまい、「死ぬかもしれない」という恐怖とともに、世界の理不尽さについて悩むことになる。
名前はアイヌ語で「海」のこと。
トマリ
スマリの三つ子の弟のうちの一頭。
「ワイルドフラワー」では三つ子のうち自分だけ母親に可愛がられていないと愚痴をこぼしていた。
名前はアイヌ語で「港」のこと。
カタム
スマリの三つ子の弟のうちの一頭。
名前はアイヌ語で「ツルコケモモ」のこと。
スマリの母（スマリのはは）
スマリや三つ子たちの母親。
丹頂鶴（たんちょうづる）
スマリたちのナワバリの近くに棲むタンチョウ。「自分たちは選ばれた存在だから人間にエサをもらえる、病気持ちのキタキツネは嫌われ者」と言ってはよく三つ子とケンカになるが、スマリがアトイを探していたときには協力する、レラが亡くなって落ち込むスマリに気を使うなど、根は悪人ではない。
レラ
スマリのいとこ。メスのキタキツネ。仲間がスマリを目の敵にする中、知恵を使って狩りをしているのを見てスマリのことを認めていた。
車の排気ガスが原因とみられる病気で亡くなる。
名前はアイヌ語で「風」のこと。
ウライ
スマリの双子の兄弟（アルビノではない）だが、今の三つ子たちの年齢の頃、車にはねられて亡くなった。双子でありながらスマリのことを見下していたようである。
名前はアイヌ語で「梁」のこと。
シキテ
スマリと同年代のキタキツネのボス格。ことあるごとにスマリを目の敵にしている。
名前はアイヌ語で「牙」のこと。
イタチ親分（イタチおやぶん）
「サマータイム」に登場。本当はイタチではなくミンクなのだが、スマリが「イタチ親分」と呼ぶため三つ子にもそう呼ばれており、本人は不服を訴えている。
自分のルーツを探す旅に出た。
ラスカル
「スマリたち〜その1〜」に登場するアライグマ。「ラスカル」は人間たちによる通り名。西からやって来た。自分たちが安住出来る故郷を探している。
イチロ
「スマリたち〜その2〜」に登場する、人間に飼われていたキタキツネ。人間の「おじさん」に捨てられた、もしくは保護されていたものが野生に返されたと見られるが、自然の中での生活になじめず、「おじさん」の元へ帰ることを選択する。
エレクシ
「スプリングレイン」に登場するクマ。スマリの友人。食糧不足で人里近いスマリの棲む森まで山を下りて来た。
名前はアイヌ語で「マダラ」のこと。